# Lyukas felhő

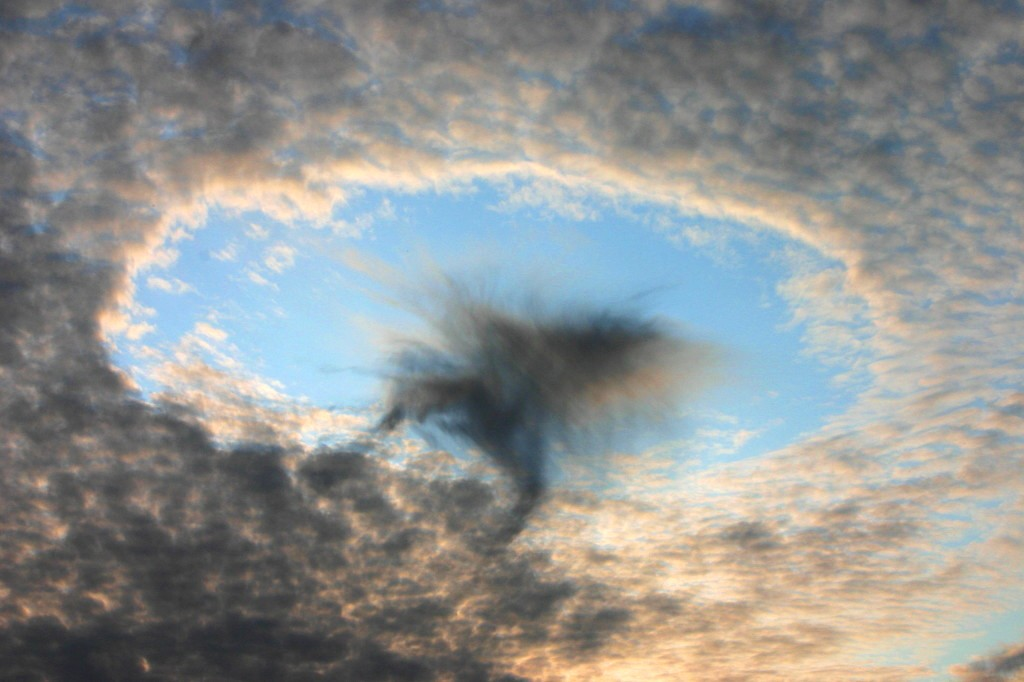
Lyukas felhő (középtájon virga) Ausztria felett

A lyukas felhő olyan cirrocumulus vagy altocumulus felhő, melyben nagy méretű, kör alakú nyílás látható. (angolul: Hole Punch Cloud, Fallstreak Hole)
Ilyen lyuk kialakulása előtt a felhőben a hőmérséklet a fagypont alá esik, azonban nincs elegendő szilárd részecske ahhoz, hogy jég alakuljon ki. Emiatt a felhőnek ez a része túlhűtött folyadéknak tekinthető. Amikor a felhőnek ez a része elkezd megfagyni, ez hirtelen megy végbe a Bergeron folyamatban leírtaknak megfelelően, és a képződményben lévő jégcseppek a földfelszín felé kezdenek esni (sokszor nem érik el azt, ilyenkor virga alakul ki, ami szintén jól látható). Mindezek következtében a felhőben egy kör alakú lyuk keletkezik.
A lyuk mérete legtöbbször több száz méter.
Feltételezések szerint a hirtelen fagyási folyamatot egy lökhajtásos repülőgép elhaladása is kiválthatja, erre azonban még kevés megfigyelés áll rendelkezésre.
Az ilyen felhő kialakulása nincs földrajzi helyhez kötve; sok fénykép áll rendelkezésre az USA, illetve Oroszország területéről.
Viszonylagos ritkaságuk és szokatlan alakjuk miatt az ilyen felhőket gyakran nézik UFO-nak.